# Histoire sociale
 (décembre 2023).
La mise en forme du texte ne suit pas les recommandations de Wikipédia : il faut le « wikifier ».
Les points d'amélioration suivants sont les cas les plus fréquents. Le détail des points à revoir est peut-être précisé sur la page de discussion.
- Les titres sont pré-formatés par le logiciel. Ils ne sont ni en capitales, ni en gras.
- Le texte ne doit pas être écrit en capitales (les noms de famille non plus), ni en gras, ni en italique, ni en « petit »…
- Le gras n'est utilisé que pour surligner le titre de l'article dans l'introduction, une seule fois.
- L'italique est rarement utilisé : mots en langue étrangère, titres d'œuvres, noms de bateaux, etc.
- Les citations ne sont pas en italique mais en corps de texte normal. Elles sont entourées par des guillemets français : « et ».
- Les listes à puces sont à éviter, des paragraphes rédigés étant largement préférés. Les tableaux sont à réserver à la présentation de données structurées (résultats, etc.).
- Les appels de note de bas de page (petits chiffres en exposant, introduits par l'outil «  Source ») sont à placer entre la fin de phrase et le point final[comme ça].
- Les liens internes (vers d'autres articles de Wikipédia) sont à choisir avec parcimonie. Créez des liens vers des articles approfondissant le sujet. Les termes génériques sans rapport avec le sujet sont à éviter, ainsi que les répétitions de liens vers un même terme.
- Les liens externes sont à placer uniquement dans une section « Liens externes », à la fin de l'article. Ces liens sont à choisir avec parcimonie suivant les règles définies. Si un lien sert de source à l'article, son insertion dans le texte est à faire par les notes de bas de page.
- La présentation des références doit suivre les conventions bibliographiques. Il est recommandé d'utiliser les modèles {{Ouvrage}}, {{Chapitre}}, {{Article}}, {{Lien web}} et/ou {{Bibliographie}}. Le mode d'édition visuel peut mettre en forme automatiquement les références.
- Insérer une infobox (cadre d'informations à droite) n'est pas obligatoire pour parachever la mise en page.

Pour une aide détaillée, merci de consulter Aide:Wikification.
Si vous pensez que ces points ont été résolus, vous pouvez retirer ce bandeau et améliorer la mise en forme d'un autre article.
L'histoire sociale est la branche de l'histoire s'intéressant aux groupes sociaux.
Elle se construit notamment en rupture des l'histoire fondée sur des faits individuels ou ponctuels, le plus souvent politiques, histoire de « grands événements », de « grands hommes », « grandes dates » et « grandes batailles ». Elle souhaite s’émanciper des faits singuliers condamnant l’histoire à un simple récit des événements en faveur d’une histoire qui permet d’expliquer les phénomènes historiques. Il s’agit donc d’une approche globale des phénomènes historiques en prenant comme point de départ la détermination collective de ces phénomènes.

## Histoire sociale

### Prémices
Au XIXe siècle, l'histoire est largement influencée par une perspective politique prédominante. Le récit des événements majeurs et des figures emblématiques occupe une place centrale dans les études historiques. De fait, Karl Lamprecht s'illustre comme l'un des premiers historiens à remettre en question cette approche politique classique, aspirant à ouvrir de nouvelles perspectives dans les domaines de l'histoire économique, sociale et des mentalités.
Vers la fin du siècle, émerge le désir d'accorder à l'histoire le statut d'une science exacte. Pour y parvenir, il est nécessaire d'établir des lois dérivées de constantes et vérifiables par des expérimentations. Alors, en 1897, Charles Victor Langlois et Charles Seignobos publient Introduction aux études historiques, un manifeste qui propose une méthodologie historique visant à extraire des faits tangibles et vérifiables à partir de documents préalablement examinés. Ces documents sont exclusivement écrits par souci d’objectivité totale pour atteindre les critères de scientificité. Dès lors, le récit historique est construit uniquement sur la juxtaposition de ces faits historiques.
Simultanément, la jeune sociologie d’Émile Durkheim, cherche à être reconnue comme une science légitime. Pour cela, elle critique et propose une amélioration de la discipline historique dans le but de former une collaboration de sciences sociales. Ainsi, dans la revue L'Année sociologique en 1897, Durkheim considère l'histoire comme une science auxiliaire qui sert à collecter des matériaux d'étude. Mais en adoptant une méthode similaire à celle de la sociologie, l'histoire aspire à un statut de sciences sociales, contribuant ainsi à la compréhension des faits sociaux. En ce sens, l’objectif de la sociologie est de s’affirmer, et sa stratégie est de réunir des disciplines qui étudient aussi les faits sociaux sous son point de vue.
En 1900, Henri Berr crée la Revue de synthèse historique, qui favorise une réflexion épistémologique ainsi que le dialogue entre l'histoire et les sciences sociales. Il remet en question la méthode positiviste, cherchant à élargir le discours historique d’un simple récit et à encourager la collaboration avec des intellectuels de différentes disciplines tels qu'Émile Durkheim, le géographe Paul Vidal de la Blache, le psychologue Henri Wallon mais aussi l’économiste Lucien Febvre et bien évidemment des historiens tels que Lucien Febvre ou encore Marc Bloch.
Toutefois, en 1901, Charles Seignobos souligne la spécificité historique dans La méthode historique appliquée aux sciences sociales. De fait, la sociologie est exclue des sciences sociales car selon l'historien, l'histoire en est la seule discipline. François Simiand, sociologue émergent, critique l'ouvrage qu'il juge historisant. En d'autres termes, il estime que cette méthode se confine à la simple description des événements, sans fournir d'explication sur leur enchaînement. À partir de ce moment, Simiand remet en question le statut scientifique de l'histoire, arguant que cette approche ne répond pas aux critères nécessaires pour être considérée comme une science.
François Simiand propose une méthodologie novatrice pour conférer à l'histoire des critères de scientificité. Il identifie les "trois idoles" de l'histoire - politique, individuel et chronologie - qui figent la discipline dans le singulier. Cette fixation sur des aspects singuliers empêche selon lui l'histoire d'atteindre un statut scientifique. Dès lors, s'inspirant de l'idée de Paul Lacombe, Simiand préconise alors une approche sociologique consistant à formuler des lois à partir de régularités dans l'analyse des mouvements économiques et sociaux, plutôt que de se focaliser sur des événements individuels sans répétition causés accidentellement. De fait, l’historien doit chercher des régularités dans le passé, des enchaînements qui se répètent, afin de déduire des lois. Toujours selon Simiand, c'est dans l'analyse des mouvements économiques et sociaux que ces régularités sont plus susceptibles d'être discernées. Ainsi, il préconise une approche plus systématique et régulière pour doter l'histoire d'une dimension scientifique.

### École des Annales
Les critiques se multiplient au lendemain de la Grande Guerre envers une histoire qui a joué un rôle dans l’affirmation du sentiment national. D’autant plus que l’économie post guerre a marqué les esprits par les difficultés de reconstruction, le krach boursier, la révolution bolchévique qui montre bien que des idéaux économiques et sociaux peuvent avoir une influence politique. En France, il y a aussi une prise de conscience que la politique peut être influencée par des facteurs socio-économiques à la suite des difficultés vécues par le gouvernement du Cartel des Gauches.
C’est seulement une trentaine d’années plus tard que le défi lancé par François Simiand est relevé. En 1929, Marc Bloch et Lucien Febvre, deux professeurs de Strasbourg fondent les Annales d’histoire sociale et économique, fille de la Revue Synthétique. Ils vont répondre à l’attaque du sociologue en comblant les insuffisances dans l’optique de promouvoir l’histoire comme science sociale. L’histoire entre en collaboration avec l’économie et la sociologie pour devenir une discipline scientifique. Les deux directeurs invitent des collaborateurs politologues, économistes, sociologues etc. pour construire un dialogue entre toutes les disciplines traitant des faits sociaux. Par exemple, Marc Bloch a introduit la psychologie après s’être rendu compte qu’elle est liée aux fluctuations monétaires à la suite de l’expérience du grand Krach. Ainsi, il perçoit qu'un sentiment d’angoisse est attaché aux variations de la situation monétaire à travers le temps, liant l’économie, la psychologie et l’histoire.
Ainsi l’histoire politique, des grands événements et biographique est laissée de côté pour se concentrer sur la masse de l’humanité. Une perspective plus globalisante est utilisée afin de se rendre compte de la diversité du réel. Aussi, le ton utilisé dans la revue des annales est plus direct sans faire un détour par des politesses et la démarche d’une histoire problème est également introduite. La méthode positiviste de Charles Victor Langlois et Charles Seignobos n’est pas effacée mais plutôt complétée. L'École des Annales fait toujours recours à la méthode de critique des sources mais élargit le champ de recherche pour dépasser la documentation écrite pour des sources cadastrales, des cartes, des photographies en autre. Ainsi l’apport de ces nouvelles sources permet d’analyser des sujets économiques et sociaux et enfin, pour restituer l’ensemble de la société. Les idées de Karl Lamprecht sont diffusées au sein de l'École des Annales par Henri Pirenne qui a effectué une partie de son parcours universitaire en Allemagne.
Après la seconde guerre mondiale, Marc Bloch disparait mais l’École des annales reste dominante dans l’historiographie, dans une telle mesure qu’en 1948 une section des sciences économiques et sociales est créée à l’École pratique des hautes études. Fernand Braudel vient à la tête de la VIe section de l’École pratique des hautes études et perpétue le projet social et économique des annales ainsi que leur projet de s’intégrer au sein des sciences sociales.

### Apogée de l'Histoire sociale

#### Introduction
L’apogée de l’histoire sociale se situe dans les années 60-70. Cette mouvance éclipse des histoires du XIXe et du début XXe soutenant les activités économiques comme un objet digne d’intérêt pour l’historien. Les travaux d’histoire sociale des années 60-70 prennent comme référence les études marxistes et les travaux de Max Weber. Ainsi, ils renforcent le lien entre l’économie et le social. Comme l’avance Christian Delacroix, « L’histoire sociale des années 1960-70 a été imprégné par un matérialisme tenace, bien représenté par la thèse marxiste de l’économie comme facteur explicatif premier des évolutions historiques ».

#### La montée de l’histoire sociale à travers le modèle labroussien
Les études sur l’histoire sociale se développent grâce à un historien français : Ernest Labrousse. Ses recherches alliaient l’histoire économique avec l’histoire sociale. Contrairement à Fernand Braudel dont la notoriété s’est développée au-delà de la France, Labrousse est l’initiateur d’une historiographie très française par le choix de ses objets de recherches, par son rôle dans le contexte institutionnel et universitaire et par son rôle de guide pour plusieurs générations d’histoire français. Ernest Labrousse poursuit les ambitions scientifiques des fondateurs de l’École des Annales tout en construisant son objet d’analyse sur la mise en série des données archivistiques.
L’originalité de Labrousse, le distinguant de Simiand, est la place centrale qu’occupe la notion de « crise ». Selon lui, la crise accentue les écarts sociaux et dévoile ainsi les rapports de domination qui structurent la société. La crise n’est dès lors plus considérée comme un indice de déclin ou de dysfonctionnement, mais comme moment privilégié dans le fonctionnement d’un système où l’évènement révèle les structures. À titre d’exemple, dans sa thèse sur La crise de l'économie française à la fin de l'Ancien Régime, il subdivise des groupes sociaux dans la France d'Ancien Régime (fermiers, salariés des villes, propriétaires exploitants, propriétaires non exploitants…) à partir de leur niveau de fortune et de leur place dans les rapports de production. Cela lui permet d'interpréter le déclenchement de la Révolution française comme la conséquence de la dégradation de revenu chez certains de ces groupes.
La démarche labroussienne mobilise de nombreuses ambitions pour arriver à une objectivation : l’efficacité (la résolution de question présentée au départ comme difficile), la pertinence (le recours aux bonnes méthodes pour atteindre les bons résultats), l’effet de masse (le poids du nombre), l’extension (du local au national, de la conjoncture courte à une plus longue durée), la clôture (l’achèvement de ma logique démonstrative), l’exhaustivité (l’accumulation d’exemple).
Le modèle labroussien va séduire une nouvelle génération d’historien aux convictions marxistes soucieuse d’explorer les structures profondes des sociétés et de confirmer empiriquement le sens de l’histoire. Les thèses d'histoire économique et sociale, enrichies d'analyses statistiques, abondent : Pierre Goubert, Beauvais et le Beauvaisis de 1600 à 1730, 1960, Emmanuel Le Roy Ladurie, Paysans du Languedoc, 1966, Pierre Vilar, la Catalogne dans l'Espagne moderne, 1962, Pierre Chaunu, Séville et l'Atlantique (1504-1650), 1969, Gabriel Désert, une société rurale du XIXe siècle : les paysans du Calvados (1815-1895), 1971… Cette nouvelle génération renonce à l’ambition des Annales de réconcilier l’histoire avec les sciences sociales en abordant le passé à partir des sollicitations du présent pour revenir à une conception plus traditionnelle du travail historique.
L'économie et le social sont donc intimement liés pour expliquer l'histoire politique; ce que Fernand Braudel lui reprochera en 1958 en parlant de « lier un pathétisme économique de courte durée (nouveau style), à un pathétisme politique. Nous revoici dans le temps court, et jusqu’au cou ». Fernand Braudel fait ici référence à sa théorie, qui subdivise l'histoire en trois temps. Il reproche donc à Labrousse de trop se préoccuper du temps court, alors que lui privilégie le temps long.

#### Déclin du modèle labroussien
Le modèle labroussien disparait progressivement comme procédé inévitable pour étudier l’histoire. Cela s’explique dans un premier temps par le recul de l’influence directe ou indirecte du marxisme sur les sciences sociales. Le désir d’une nouvelle génération d’historien à recentrer l’analyse sur les acteurs et leur représentation culturelle et politique désavoue les approches structurelles et le déterministe du paradigme labroussien qui attribuent un privilège à l’économique et au social dans l’explication des mouvements ou des idées politiques. Il y a également un désintéressement voir une méfiance envers l’histoire sérielle.
Le besoin de s’écarter du modèle labroussien vient que le modèle ne vise pas à questionner le réel, mais à en épuiser la signification. Comme le mentionne André Burguière : « Au lieu d’utiliser les obstacles que chaque nouveau cas oppose à l’application du modèle pour se déplacer vers de nouvelles questions et vers une complexification de l’explication historique, la méthode de Labrousse conçoit la poursuite de l’enquête comme une incessante vérification de l’hypothèse posée au départ ». Ce modèle est une réalité qui s’oppose aux enjeux de l’entreprise collective des créateurs de l’École des Annales comme Marc Bloch qui la perçoit non pas comme une accumulation de convergence pour vérifier la pertinence de l’hypothèse de départ, mais plutôt utiliser au contraire les divergences des résultats pour enrichir le modèle explicatif.

#### Un changement inévitable
À partir des années 80, l’histoire sociale commence à ne plus être le modèle historiographique dominant par la mise en cause de certains de ces postulats. Une recomposition se met en place qui tend à infléchir les curiosités et pratiques historiennes dans le sens d’une conversion au culturel. Les critiques contre l’histoire sociale peuvent être divisées en deux groupes:
- Les critiques qui restent intégrables dans les pratiques historiennes qui, tout en se réclamant de l’histoire culturelle ou en reprenant certaines de ses propositions, gardent un lien avec le social
- Les critiques qui entendent rompre nettement avec tout « réalisme social ».

La recherche historique s’oriente davantage vers une histoire des mentalités où les groupes sociaux ne sont plus vus uniquement sous l’angle économique. On s'interroge sur les échanges culturels des classes populaires et celle des élites (la pratique de sports par exemple). On essaie de cerner la construction identitaire de certains catégories. Cette nouvelle orientation ne fait toutefois pas l’unanimité au sein du courant et des réticences face à ces nouveaux objets de recherche se font sentir.
L'histoire sociale dans les années 80 porte également son attention sur des groupes dont le fondement n'est pas économique. Il s'agit aussi de groupes souvent oubliés de la recherche : les femmes, les immigrés, les personnes âgées, les banlieusards…

### Éclatement de l'histoire sociale

Carlo Ginzburg, un des pères fondateurs de la microhistoire

#### Introduction
L'histoire sociale, contrairement à d'autres branches de l'histoire, ne se définit pas clairement comme une sous-discipline circonscrite dans le domaine historiographique. Depuis la fin du quasi paradigme des Annales dans les années 1970, elle s'est transformée en une perspective mettant en avant la primauté des éléments sociaux dans l'analyse de phénomènes politiques, économiques, culturels ou techniques. Cette évolution a conduit à une approche de plus en plus discontinue et fragmentée, où presque tous les sujets peuvent être appréhendés d'une manière ou d'une autre par cette perspective. Les tentatives de synthèse sont perçues comme difficiles et délicates. Au cours des deux dernières décennies, l'histoire sociale a abandonné les aspirations à l'unification et à la normalisation, optant plutôt pour une acceptation de la diversité des sujets et des approches.

#### Influence du tournant linguistique dans la transformation de l’histoire sociale
Dans le monde anglo-saxon des années 80, les historiens prônent une réhabilitation du rôle du langage en sciences sociales et que la dénomination linguistic turn s’introduise dans l’historiographique comme courant a-part-entier. Ils ont comme volonté de mettre à bas les vestiges de l’École des Annales.
Le linguistic turn émet de nombreuses critiques vis-à-vis de l’histoire sociale réalisée dans les années 60-70. Il veut revoir à la baisse les prétentions d’une histoire des phénomènes culturels expliqués par le biais d’un rattachement aux infrastructures économiques et sociales comme le prône Fernand Braudel ou Ernest Labrousse. Le tournant linguistique est méfiant vis-à-vis des outils de statistique économique et démographie historique. Il rejette tout déterminisme ainsi que l’influence massive des idées marxistes dans l’histoire donnant une image sclérosée des structures sociales.
Finalement, « l’expression en histoire finit cependant par désigner un faisceau de positions et de travaux très diversifiés autour de l’affirmation du rôle du langage dans la construction des identités et des réalités sociales, par opposition avec l’idée que le langage ne servirait qu’à « représenter » la réalité, ne serait qu’un médium neutre entre la réalité et ses représentants. En d'autres termes, le langage consiste lui-même comme objet de déchiffrement dans l’analyse de réalité sociale ».

#### Sa redéfinition
L’histoire sociale reste animée par une ambition totale visant à restituer l'ensemble des champs d'expériences, y compris les représentations et motifs culturels qui influent sur certains groupes. Plutôt que d'être remplacée par une histoire purement culturelle, l'histoire sociale suscite un intérêt croissant pour des formulations hybrides telles que "histoire socioculturelle" ou "histoire sociale des représentations".

#### Dimension anthropologique
Les évolutions notables incluent une attention accrue aux acteurs sociaux et au constructivisme, ainsi que l'émergence de nouvelles méthodes pour étudier et catégoriser le monde social. Dans la même idée, Antoine Prost constate que l'histoire sociale évolue vers la reconstitution d'univers colorés, chaleureux, savoureux, donnant lieu à une description presque anthropologique. Cette évolution conduit l'histoire vers une approche plus anthropologique, accordant une attention accrue aux acteurs sociaux, à leurs pratiques, à leur parole, à leurs stratégies et à leur parcours. Ainsi transformée, l'histoire offre une image plus complexe et plus riche de la société et de ses évolutions.

#### La socio-histoire
Puisque l’histoire sociale est remise en cause dans les années 80, elle perd progressivement son hégémonie. Un nouveau courant de recherche en sciences sociales va se dresser comme un prolongement de cette histoire sociale tant en se distinguant pour ces centres d’intérêt et ces modes d’investigations : la socio-histoire. L’historien Gérard Noiriel participe grandement au développement des études socio-historiques.
La socio-histoire favorise les liens entre l’histoire et la sociologie. Elle s’intéresse aux rapports qu’entretiennent entre eux les individus dans le cadre de leurs activités quotidiennes en prêtant une attention particulière aux liaisons indirectes ou aux dominations à distance ainsi que de relier l’individu au collectif. Ce courant est attentif à la manière dont les phénomènes historiques se construisent et s’inscrivent dans un processus temporel.
La socio-histoire ne procède pas selon des points de vue théoriques qui ne sont pas appuyés sur une argumentation, ni avec des systèmes sans acteur identifiable. Le courant critique l’histoire sociale vis-à-vis de ses rapports ambigues avec la sociologie et ses catégories d’analyse trop générales.

#### Critique
Mais François Dosse critique cette évolution de l’histoire sociale dans son ouvrage l’histoire en miettes (1987). Il pointe du doigt l’idée que plus aucune histoire n’ose se lancer dans des travaux de grandes synthèses comme dans les années 70 et 80, mais qu’à l’inverse sur des sujets microcosme particulièrement pointu tel que Le fromage et les vers de Carlo Ginzburg, qui retrace l’histoire d’un meunier jugé pour hérésie au XVIe siècle. La portée de ces histoires se réduit en y excluant l’aspect politique, culturel, social et économique.

#### Conclusion
Malgré la fragmentation, l'histoire sociale demeure cohérente grâce à des convictions partagées par ses praticiens, dont une confiance persistante dans les outils des sciences sociales pour comprendre l'évolution des sociétés passées.

## Autres courants

### Europe

#### Allemagne
En Allemagne de l'Ouest, l'histoire sociale a longtemps été négligée, laissant un terrain peu exploré. En 1890, Karl Lamprecht estime que la culture matérielle ainsi que les facteurs économiques et sociaux relèvent de la Kulturgeschichte. Plus tard, la publication en 1893 de la Revue Vierteljahrschritf fur sozial und wirtschaftsgeschichte (Ludo Moritz Hartmann et Georg von Below) marque un tournant important car elle accorde une place prépondérante à l’économie et au social au sein de la recherche historique.
Après 1945, l'histoire structurelle (Strukturgeschichte), descendante de l'approche histoire nationale de l'époque nazie se distingue par son investissement dans des domaines sociaux tels que l'économie, le travail et la démographie. Cette nouvelle orientation, portée par des figures telles que Werner Conze, rejette le marxisme tout en intégrant partiellement de l’historicisme.
Cependant, la généalogie de cette démarche est difficilement acceptée par la nouvelle génération d'historiens, bien que ces derniers aient été formés par Werner Conze. Une nouvelle dynamique émerge avec l'avènement de l’école de Bielefeld à la fin des années 60. Une approche intitulée "histoire science sociale" (Historische Sozialwissenschaft), axée sur l'analyse des structures socio-économiques apparait et s'appuie principalement sur l'œuvre de Max Weber comme ressource théorique privilégiée. Ainsi, cette histoire sociale ambitionne d'incarner une vision d'ensemble, une histoire globale marquant une nette rupture avec l'historicisme qui l'a précédée. Cette approche est promue par des intellectuels tels que Hans-Ulrich Wehler et Jürgen Kocka, au sein de la nouvelle université de Bielefeld. Cette histoire sociale est une version plus structuraliste que les Annales, se distinguant par une orientation moins axée sur les mentalités et davantage centrée sur les dynamiques politiques.

#### Belgique
En Belgique, l'histoire sociale ne s'est pas imposée dans l'historiographie de telle sorte à mettre de côté l'histoire politique comme leur voisin français. L'histoire politique n'est pas négligée mais une influence sociale s'y ajoute de telle sorte que des études de sociologie électorale historique et surtout à l'étude des courants politiques soient élaborées.
Dans la dernière moitié du XXe siècle, certains aspects de l'histoire sociale ont été spécifiquement étudiés comme le monde patronal, le monde agricole, le phénomène migratoire en Belgique mais aussi à l'échelle internationale. Le sujet le plus développé porte sur les conditions de vie du monde du travail au XIXe siècle et plus particulièrement les conditions de vie du travail au XIXe siècle, les grèves et surtout les mouvements ouvriers organisés.
Quant à la méthode, les historiens belges ont appliqué les nouveautés proposées par l’École des Annales en France et par la New Economic History anglosaxonne sans pour autant engendrer des spécificités belges. Cependant, notons qu’un historien belge a contribué à l’élaboration des Annales et par conséquent, à ériger la place de l’histoire sociale comme dominante dans l’historiographie : Henri Pirenne.

#### Grande-Bretagne
Dans le monde anglo-saxon, une attention particulière est accordée à l'histoire sociale marxiste. Celle-ci apparait après la Seconde Guerre mondiale et s’oppose à l’histoire « classique », concentrée sur les grands personnages. Ce courant historiographique, émergeant dans le prolongement de l'historiographie socialiste du début du XXe siècle, se développe autour des historiens du "Historians' Group of the Communist Party of Great Britain". Ces historiens ont fondé la revue "Past and Present" en 1952 et ont ensuite été impliqués dans le mouvement de la New Left. Celui-ci comprend une nouvelle génération, davantage orientée vers la "théorie" et qui critique l'approche "empirique" de ses prédécesseurs. Le mouvement des "History Workshop" est né à partir de 1976 et s’est répandu en Allemagne et dans les pays scandinaves.
L’histoire sociale anglaise est associée au travail d’Edward Palmer Thompson et plus particulièrement ses études sur la classe ouvrière anglaise et son ouvrage “Whigs and Hunters : The Origin of the Black Act”. La parution en 1963 de son livre, "The Making of the English Working Class", représente une étape importante, notamment en mettant en avant la notion d'agency ». Par cette hypothèse, l’historien marxiste émet l’idée que « les phénomènes sociaux travaillent la conscience individuelle, en donnant lieu à des expériences régulières, mais singulières : cette singularisation que chaque individu accomplit avec le social, avec les forces émanant des rapports sociaux de production, des rapports de classe et des rapports de pouvoir rend compte également des capacités qu’ont les individus à agir et à résister à la domination ».
À partir des années 60, la New Social History émerge en Grande-Bretagne et devient le style de l’historiographie dominant dans le monde anglo-saxon. Celle-ci revendique ouvertement le modèle des Annales. Cependant, elle se distingue en mettant moins l'accent sur la quantification et l'approche sérielle. Les historiens de New Social History se concentrent davantage sur les relations sociales et aspirent à une plus grande autonomie vis-à-vis de l'histoire économique.

#### Italie
L’histoire sociale en Italie a souvent été désignée comme une histoire sociale spécialement italienne à cause de sa proximité avec les forces politiques. En réalité, ces affirmations s’avèrent valables pour les années 1950-60, mais sont à nuancer pour les décennies suivantes.
Au début du XXe siècle, les instituts publics de recherche économique et sociale (istituto nazionale du statistica, Conseil national de recherche, etc) sont mis en place comme dans les autres sociétés industrialisées. Celles-ci sont nationalisées dans les années 20. Le régime fasciste nationalise et centralise les différents instituts de recherche. Celui-ci établit également leurs orientations et leurs contenus. Ainsi, l’idéologie fasciste est couverte par des résultats scientifiques soutenus par les institutions nationales déjà existantes.
Dans les années 50, l’enseignement de la sociologie entraine le développement de l’apprentissage de ses techniques à l’intérieur des centres d’études proches du parti de gauche qui y appliquent de nouvelles méthodes (enquêtes, interviews, sources orales). Néanmoins, le manque d’indépendance des sciences historiques et sociales en Italie a pour conséquence que l’histoire de l’Italie dans les années 50-60 est écrite par l’histoire économique.
C’est véritablement durant les années 1970 que l’histoire sociale nait en Italie à la suite de la corrélation de plusieurs évolutions: critiques émises à l’encontre du parti communiste; retour au sein des universités italiennes de jeunes chercheurs formés à l’étranger; volonté de la jeune génération de chercheur de prendre ces distances par rapport à l’instrumentalisation de la recherche ainsi que le désir à la fois d’indépendance vis-à-vis des autorités et de proximité avec les sujets étudiés. Cette évolution dans la discipline historique italienne est également concrétisée avec la publication à partir de 1973 des volumes Storia d’Italia par les éditions Einaudi dirigé par un comité scientifique interdisciplinaire à l’influence de l’École des Annales.
Dans ce pays, l’histoire sociale se caractérise par son rapprochement à la microhistoire. (microstoria en italien). La microstoria déconstruit les implications idéologiques des grandes interprétations de l’histoire en privilégiant l’observation attentive des « petites » réalités local. Elle offre un exemple unique de contestation consciente des mécanismes de cause à effet et d’agrégation massive propre à l'historicisme qui prévalait encore en Italie (l'historicisme idéaliste ou marxiste). Elle privilégie plutôt une approche inductive, axée sur l'observation des processus de choix et d'actions individuels.

### Hors Europe

#### États-Unis d'Amérique
L'évolution de l'histoire sociale aux États-Unis reflète une trajectoire dynamique, marquée par des changements intellectuels et sociaux au sein de la discipline. Initialement influencée par des approches plus traditionnelles, cette branche de l'histoire a subi une transformation méthodologique dans les années 1960 et 1970, grâce à des penseurs tel que Herbert Gutman, qui ont privilégié une perspective "du bas vers le haut" mettant l'accent sur les expériences des travailleurs et des classes populaires. Les États-Unis ont également été pionniers dans le développement de l'histoire sociale quantitative, introduisant des méthodes statistiques par des chercheurs comme Charles Tilly et William H. Sewell. Cette approche a élargi les thèmes de recherche vers les mouvements sociaux, les questions raciales, le genre, et la diversité culturelle afin d'aborder l'histoire d'une façon inclusive.
Plus récemment, l'histoire sociale américaine a continué de se diversifier en intégrant des perspectives interdisciplinaires, notamment l'histoire culturelle, du genre et environnementale. Des historiens comme Howard Zinn ont également contribué à une histoire sociale engagée, mettant en avant les voix marginalisées et les luttes pour la justice sociale permettant à travers l'histoire de révéler au grand public la réalité de certains groupes sociaux. Aujourd'hui, ce champ reste en constante évolution, explorant de nouvelles approches pour comprendre les dynamiques complexes de la société américaine à travers les époques.

#### Canada
Le territoire canadien qui par son histoire coloniale et migratoire est un grand amalgame ethnographique a fortement induit les chercheurs à s’intéresser aux études démographiques dans les années 70. D'autant plus que ces études seront facilitées par l’informatique. L’ouvrage de Michael B. Katz,  The People of Hamilton, Canada West: Family and Class in a Mid-Nineteenth-Century City est un exemple connu d’étude démographique. On retrouve aussi des études sur le monde ouvrier et les femmes.

## Méthodologie

### Restitution de l'entièreté de la société
L'histoire sociale aspire à une restitution globale de la société en se distinguant par son intérêt pour les individus ordinaires, souvent négligés dans les récits historiques conventionnels. C'est à travers cette nouvelle approche que des acteurs mineurs souvent oubliés et mis dans l'ombre des grandes personnalités, mais pourtant bien présents dans la société vont pouvoir immerger dans les recherches historiques. L’histoire sociale va leur rendre justice en leur donnant une visibilité.
En mettant l'accent sur les acteurs sociaux et en étudiant les comportements et pratiques quotidiennes, cette approche cherche à dévoiler les valeurs et les modes de fonctionnement de la société à travers le temps. Des pionniers de l'histoire sociale, tel que Robert Mandrou, ont guidé cette démarche en orientant le regard vers l'histoire quotidienne des gens ordinaires et de leur mentalité et en réintégrant des catégories souvent oubliées, comme les classes populaires et les minorités. L'évolution vers une approche plus anthropologique rend l'histoire sociale encore plus attentive aux acteurs sociaux, à leurs paroles, leurs cultures, stratégies et parcours, enrichissant ainsi la représentation de la société par une image plus complexe et inclusive, éclairant les évolutions sociales au fil du temps.

### Interdisciplinarité
L'interdisciplinarité joue un rôle central dans le domaine de l'histoire sociale, et plusieurs historiens éminents ont contribué à mettre en avant cette approche novatrice. Des figures telles que Fernand Braudel, avec son approche de l'École des Annales, encouragent une vision interdisciplinaire en intégrant des concepts de géographie et d'économie dans l'étude des sociétés du passé. De même, Michel Foucault apporte une perspective interdisciplinaire en explorant les liens complexes entre pouvoir, savoir et société. Plus récemment, l'historien social William H. Sewell promeut une approche interdisciplinaire, soulignant l'importance de combiner l'histoire sociale avec des méthodes empruntées à la sociologie et à l'anthropologie pour mieux comprendre les structures et les dynamiques sociales. Ces penseurs élargissent non seulement les horizons de l'histoire sociale, mais encouragent également les historiens à collaborer avec d'autres disciplines, renforçant ainsi la richesse analytique et la compréhension globale des contextes historiques.

### Histoire problème
L’histoire problème est étroitement liée à l’apparition de la méthodologie sociologique qui invite les historiens à se questionner sur leurs archives. L’émergence de cette méthodologie apparait dans les années 30 lorsque les historiens de l’École des Annales prennent acte du fait que la lecture des archives ne va pas de soi et doit faire l’objet d’une interrogation critique. Cette approche implique d'interroger continuellement le passé et de remettre en question constamment ces propres principes et méthodes. De plus, elle encourage l'historien à diversifier et croiser ses sources, en dépassant ainsi la simple lecture des références écrites traditionnelles.

### Élargissement du champ heuristique
Les premiers temps de l’histoire sociale sont marqués par une volonté de rupture totale avec l’histoire traditionnelle. Contrairement à leur prédécesseur, les historiens travaillant sur l’histoire sociale utilisent des documents matériels (archéologie) et des sources orales. Leur volonté de rupture avec l’histoire politique entraîne l’abandon des archives puisqu’ils les considèrent comme désuètes et n’englobent pas l’ensemble de la population. Néanmoins, par la suite, les historiens considèrent que les archives judiciaires peuvent s’avérer adéquates dans le cadre de l’élaboration d’une histoire sociale. Au travers de celles-ci, il est possible d’observer les relations sociales et les comportements populaires ainsi que des mouvements collectifs, des pratiques sociales et des phénomènes de sociabilité. Par exemple, l’ouvrage de Emmanuel Le Roy Ladurie, Montaillou, village occitan, utilise une source judiciaire (inquisition de l’évêque de Pamiers) pour réaliser une histoire sociale du village ariégeois.

### Histoire sérielle
Au XIXe siècle, l'analyse sociale subit une modification par François Simiand qui fusionne les statistiques et les conceptions rationnelles. Son approche se concentre sur des études en série de l'économie et la société française au XIXe siècle. Labrousse tire une leçon méthodologique de cette approche, instaurant un dialogue entre l'histoire et l'économie pour faciliter la transition de l'utilisation de données isolées en histoire à une mise en série. Ainsi, des sources massives sont désormais construites, permettant de saisir leur transformation historique intégrée aux faits socio-économiques. Cela implique le travail sur des données récurrentes sur des durées variées, à accumuler pour permettre des comparaisons.
En résumé, l'histoire sérielle et l'accumulation de données ouvrent la voie à l'utilisation de tableaux, de courbes et de graphiques, tout en suscitant un discours novateur sur la forme des recherches et de la rhétorique. Ainsi, l'histoire sérielle incarne le dépassement de l'histoire traditionnelle en affirmant son statut scientifique, basé sur l'étude de données concrètes.

## Critique
De nombreuses critiques sont émises envers l’histoire sociale. Tout d’abord, le champ d’expertise de cette histoire est trop vaste. Comme il a été expliqué, l’histoire sociale s’interroge sur l’ensemble des groupes sociaux ainsi que leurs activités au sens holistique. Cette volonté d’élargir les objets d’observation fait perdre de vue le sujet en lui-même. En effet, plus les ambitions de cette discipline s’accroissent, plus les horizons d’études deviennent ambigus. Sa démarche est très dispersée, tout en ayant un souci pour la globalité des événements. Cette perspective d’ensemble entraine l’émiettement de l’histoire sociale, c’est-à-dire de ses thèmes de recherche et cela, jusqu’à laisser de côté son originalité. Un autre élément qui va de pair avec le précédent est l’imprécision des théories sociales. Bien avant l’avènement de l’histoire sociale, les historiens portaient déjà un regard méfiant à ces hypothèses à cause de leur manque de rigueur analytique. Les sciences sociales ont un caractère trop incertain dans le cadre d’une étude concrète de la société. En outre, la vie humaine est si complexe que l’approximation de ces théories est à exclure d’une recherche scientifique. Les groupes sociaux déterminés auparavant semblent de plus en plus ardus à définir aujourd’hui, notamment avec l’évolution de l’histoire sociale. La mobilité sociale importante ébranle fortement la notion de classes stables.
Il est à noter que ces diverses critiques engendrent des difficultés méthodologiques. L’histoire sociale se trouve confrontée à deux réalités. Là où les sciences sociales procèdent à des quantifications assez rigoureuses et chronophages, l’histoire sociale en tant que telle utilise toujours des méthodes dites traditionnelles concernant le traitement des documents. De plus, la volonté de classification pose un autre problème, celui de répertorier soit selon les pratiques actuelles, soit d’après la période étudiée. Cela ne parait pas si évident : puisque les sources sont anciennes, les groupements en fonction du modèle original peuvent sembler bien plus judicieux. Cependant, les théories sociales se basent sur une quantification contemporaine et leur traitement des sources ne peut échapper à une catégorisation moderne. La question méthodologique s’avère donc handicapante lors de recherches en histoire sociale.

#### Articles
- Agulhon M., « Ernest Labrousse, historien social (XIXe siècle)», dans Annales historiques de la Révolution française, no 276, 1989, p. 128-131.
- Aubert R., « L'historiographie contemporaine en Belgique depuis 1945. Aperçu thématique », dans Revue belge d'histoire contemporaine, vol. 15, 1994-1995, p. 213-222.
- Charle C., « Histoire sociale et histoire culturelle, vers un rapprochement ?», dans Homo Historicus. Réflexions sur l’histoire, les historiens et les sciences sociales, Charle Christophe (dir.), Paris, Armand Colin, 2013, p. 123-134
- Collomp C., « Herbert G. Gutman, Power and Culture. Essaye on the American Working Class », dans Annales. Histoire, Sciences Sociales, vol. 44, no 6, décembre 1989, p. 1533–1535.
- Furet F, « L'histoire quantitative et constriction du fait historique », dans Annales. Histoire, Sciences Sociales, vol. 26, no 1, février 1971, p. 63–75.
- Guzzi-Heeb S., « Egodocuments, biographie et microhistoire en perspective. Une histoire d’amour ?», dans Études de lettres, no 1-2, 2016, p. 269-304.
- Hasquin H., « Henri Pirenne. Un historien engagé », dans Bulletin de l'Académie Royale de Belgique, no 15, 2004, p. 85-109.
- Jarrige F., "Discontinue et fragmentée, Un état des lieux de l'histoire sociale de la France contemporaine", dans Histoire, économie et société, 2012, 31e année, p. 45-59.
- Kalifa D., « Les historiens français et "le populaire"», dans Hermès, vol.  no 42, no 2, 2005, p. 54-59.
- Margairaz M., « Histoire économique et sciences sociales : alliance, cohabitation, confrontation ?», dans L’Économie politique, vol.  no 57, no 1, 2013, p. 72-90.
- Middell M., « Méthodes de l'historiographie culturelle: Karl Lamprecht », dans Revue Germanique internationale, no 10, 1998, p. 93-115.
- Noiriel G., « De quelques usages publics de l’histoire », dans Tracés. Revue de Sciences humaines, no 9, 2009, p. 123-132.
- Omnes C.,« Les histoires et la tentation ethnographique », dans Observer le travail, La Découverte, 1er janvier 2008, p. 281–297.
- Patterson O., « Logics of History: Social Theory and Social Transformation by William H. Sewell. », dans American Journal of Sociology, vol. 112, no 4, janvier 2007, p. 1287–1290.
- Petitjean J., le tournant linguistique en histoire: panorama d’une controverse, 2003.
- Price R., « Qu’est-ce que l’histoire sociale », dans 1848. Révolutions et mutations au XIXe siècle, no 8, 1992, p. 104-111.
- Roche D., « Histoire des idées, histoire sociale: l’exemple français », dans Revue d’histoire moderne & contemporaine, no 59-4bis, 2012, p. 9-28.
- Salvati M., « Une histoire sociale à l'italienne ?», dans Vingtième Siècle. Revue d'histoire, no 100, Oct. - Dec., 2008), p. 21-31.
- Tarragoni F., « La méthode d’Edward P. Thompson », dans Politix, 2017, no 118, p. 183-205.

#### Notices d'ouvrages
- Borghetti M.-N., Histoire sérielle et quantitative, dans Delacroix C. e.a. (dir.), Historiographie. Concepts et débats, vol. 1, Paris, Gallimard, 2010, p. 413-414
- Delacroix C., Histoire sociale, dans Delacroix C. e.a. (dir.), Historiographie.Concepts et débats, vol. 1, Paris, Gallimard, 2010, p. 420-435.
- Offenstadt N. (dir.), Les mots de l’historiens, Toulouse, Presse universitaire du Mirail, 2009, p. 104-105, s.v. Socio-histoire.
- S. Cross M., « Social History », The Canadian Encyclopedia, 2015.

#### Ouvrages
- Borghetti M. N., L’œuvre d’Ernest Labrousse. Genèse d’un modèle d’histoire économique, Paris, Éditions de l’école des Hautes Études en Sciences Sociales, 2005, 299 p. (Recherches d’histoire et de sciences sociales, 106).
- Burguiere A., L’école des annales. Une histoire intellectuelle, Paris, Odile Jacob, Paris, 368 p.
- Caire-Jabinet M.-P., Introduction à l'historiographie, s. l., Armand Colin, 2020, 5e  éd., 216 p.
- Chelpner B-S., Cent ans d’histoire sociale de Belgique, Bruxelles, Institut de sociologie Solvay, 1958, 435 p.
- Dosse F., L'histoire en miette. Des Annales à la "nouvelle histoire", Paris, La Découverte, 1987, 294 p.
- Gadoffre G., Certitudes et incertitudes de l’histoire, Paris, PUF, 1987, 224 p.
- Howard Z., Le pouvoir des oubliés de l'histoire. Conversation sur l'histoire populaire des États-Unis, Marseille, Agone, coll. « Mémoires sociales », 2020, 212 p.
- Langlois C.-V. et Seignobos C., Introduction aux études historiques, Nouvelle édition, Lyon, ENS Éditions, 2014, disponible en ligne sur <https://doi.org/10.4000/books.enseditions.273>.
- Lyon-Caen J., Lexique d’histoire sociale, Paris, Armand Colin, 2000, 100 p.
- Noiriel G., Introduction à la socio-histoire, Paris, La Découverte, 2008, 128 p.
- Rost A., Douze leçons sur l'histoire, Paris, Éditions du Seuil, 1996, 370 p.